# Radioens Udvikling i Danmark
|  | Denne artikel er oprettet af botten Steenthbot ud fra en ekstern database. Den kan derfor have sproglige fejl eller mangler. Denne skabelon kan fjernes efter kontrol af indholdet. |

Radioens Udvikling i Danmark er en dansk dokumentarfilm fra 1931.

## Handling
En fortælling om radioens historiske udvikling i Danmark. Filmen indledes med ingeniør og opfinder Valdemar Poulsen og hans gamle samarbejdspartner professor P.O. Pedersen, der besøger deres gamle forsøgsstation ved Bagsværd Sø, som senere kom til at hedde Lyngby Radio, og beser deres mange opfindelser. Her blev de første radioforsøg uden for laboratoriet foretaget i 1905. I løbet af de næste par år blev afstanden mellem sender og modtager hurtigt forøget gennem en række forsøg. I 1917 overtog den danske stat Lyngby Radio. Senderne tastes fra hovedtelegrafstationen i København. Modtagning af hurtigtelegrafi foregår på Amager Radio. Skibet m/s Jylland og Blåvand Radio demonstrerer kommunikationen med radiosenderen mellem skibe til havs og fastlandet. Siden 1923 har Bornholm stået i radiotelefonisk forbindelse med København. Også ruteflyvere står i forbindelse med lufthavnene ved hælp af radio. Den 5. november 1922 udsendes for første gang musik og sang over Lyngby Radio: Den første radiofoni. Overingeniør Kay Christiansen, redaktør Svend Carstensen og kammersanger Emil Holm spiller i det første studie. Ryvang Radio fulgte derefter fra 1. april 1925 og Kalundborg Radio i august 1927. Spredte billeder af "radiofoniens spredte billedbog": morgenvækning med morgengymnastik, hestevæddeløb, et dyreforedrag, skuespil med lydkulisser, kammersanger Holm synger "Humlebien", koncert i Odd Fellow Palæet med dans - selv hjemme i stuerne!
NB: Filmen indeholder mellemtekster på både fransk og dansk, men enkelte af de danske mellemtekster er desværre gået tabt.

## Medvirkende
- Valdemar Poulsen
- Peder Oluf Pedersen
- Kay Christiansen
- Svend Carstensen
- Emil Holm